# Martin Bangemann
Martin Bangemann (født 15. november 1934, død 28. juni 2022) var en tysk politiker, der var leder af FDP fra 1985 til 1988. Han var derudover Vesttysklands økonomiminister fra 1984 til 1988 og medlem af Forbundsdagen samt EU-kommissær.

## Liv og karriere
Bangemann blev født den 15. november 1934 i Wanzleben. Han studerede jura i Tübingen og München og blev dr.jur. i 1962 med afhandlingen Bilder und Fiktionen in Recht und Rechtswissenschaft. Han blev uddannet advokat i 1964. I 1963 sluttede han sig til FDP. Han arbejdede som advokat i Baden-Württemberg.
I 1972 blev han valgt til Forbundsdagen og blev kortvarigt generalsekretær for FDP.
Bangemann var medlem af Europa-Parlamentet fra 1973 til 1984. Fra 1975 til 1979 var han næstformand for Det Europæiske Liberale og Demokratiske Partis Gruppe (en) og 1979-1984 formand for samme. Derudover var han næstformand for Budgetudvalget fra 1978 til 1979.
Bangemann var den Tysklands økonomiminister fra 1984 til 1988. Problemer i hans embedsperiode inkluderede høj arbejdsløshed og stål-, kul- og værftskriser.
I 1988 blev Bangemann medlem af Europa-Kommissionen. Han var kommissær for det indre marked og industrielle anliggender i Delors-kommissionen fra 1989 til 1995. Han var derefter Kommissær for Industrielle anliggender, Information og Telekommunikationsteknologier i Santer-kommissionen fra 1995 til 1999.
Som kommissær ledede han en "højniveaugruppe", der udarbejdede rapporten Europe and the Global Information Society i 1994. Dette dokument indeholdt anbefalinger til Det Europæiske Råd om de foranstaltninger, Europa burde træffe vedrørende informationsinfrastruktur. Den blev kendt som "the Bangemann report" og påvirkede mange EU-politikker.
Derefter skiftede han fra europæisk politik til bestyrelsen for den spanske gruppe Telefónica. Bangemann drev også et konsulentbureau.
Han var gift og havde fem børn.
Bangemann døde af et hjerteanfald i sit hjem i Deux-Sèvres den 28. juni 2022, 87 år gammel.